# Наджіє Аметова
Наджіє Аметова (крим. Naciye Ametova, 7 квітня 1990, Судак, Крим, Україна) — українська кримськотатарська громадська діячка та журналістка. Журналістка Qirim.Media, авторка проєкту «Обличчя вільного Криму» на Qirim.Media, співведуча подкасту «Пізнай Qirim» на онлайн-медіа «Свідомі».

## Життєпис
Наджіє Аметова народилась 7 квітня 1990 року в м. Судак в родині Кязима та Шерфізаде Аметових. Батько Наджіє повернувся до Криму у 1989 р. після примусової депортації його батьків у 1944 році з села Коз (сучасна назва — Сонячна долина) до Узбекистану.
Першу освіту здобула за спеціальністю «Практична психологія», 3 2013 р. до 2015 р. працювала в анонсному відділі на телеканалі ATR. До 2017 р. проживала у Сімферополі. Після закриття телеканалу ATR титрувала турецькі серіали українськими субтитрами.
Батько Наджіє Аметової, громадський активіст Кязим Аметов, був заарештований у Сімферополі 23 листопада 2017 року співробітниками ФСБ РФ та МВС РФ у «справі Веджіє Кашка». Обвинувачений за ч.2. ст. 163 КК РФ «Вимагання». 17 квітня 2019 року Київський районний суд Сімферополя засудив Кязима Аметова на 3 роки умовно з випробувальним терміном 3 роки. За словами Наджіє Аметової, батько провів у в'язниці 3 роки і ще 1 рік під домашнім арештом.

## Громадська діяльність
Після арешту батька за політичним звинуваченням Наджіє Аметова переїхала до Києва, вступила на філологічний факультет КНУ (спеціальність «Кримськотатарська мова й англійська (переклад)»). Родина залишилась в Криму у селі Грушівка Кіровського району, де проживала на момент арешту батька.
З кінця 2022 р. Аметова почала працювати в онлайн-медіа Qirim.Media, стала авторкою проєкту «Обличчя вільного Криму». Проєкт присвячений історіям особистостей, які представляють Крим та виборюють свободу півострова з 2014 року, та висвітленню ролі кримських татар на фронті, у політичному та культурному житті України.
З грудня 2023 р. стала співведучою подкасту «Пізнай Qirim», метою якого є популяризація історії і культури кримських татар та спростування російських наративів про Крим. Другий сезон подкасту присвячений висвітленню суспільно-політичних проблем на півострові, руху опору і історіям політичних бранців Кремля.
У 2024 р. стала співавторкою сценарію документального серіалу «Лицарі правозахисту».